# سانت إيوفيميا آ ماييلا
سانت إيوفيميا آ ماييلا (بالإيطالية: Sant'Eufemia a Maiella)‏ هي بلدية في مقاطعة بسكارا في إقليم أبروتسو الإيطالي.

## السكان
في سنة 1861 بلغ عدد السكان 1٬629 نسمة، وتطور العدد ليصل في سنة 2018 لـ 266 نسمة.
يظهر هذا المخطط البياني تطور النمو السكاني لـ سانت إيوفيميا آ ماييلا